# Baldwin (Illinois)
Pour les articles homonymes, voir Baldwin.
Baldwin est une ville de l'Illinois, dans le comté de Randolph aux États-Unis.